# 勃氏布拉姆脂鯉
勃氏布拉姆脂鯉，為輻鰭魚綱脂鯉目脂鯉亞目脂鯉科的其中一個種，為熱帶淡水魚，分布於中美洲尼加拉瓜湖及馬拿瓜湖流域，體長可達15公分，棲息海拔5至350公尺間的湖泊及溪流，屬肉食性，以其他魚類及昆蟲等為食，生活習性不明。

## 扩展阅读
- 維基物種上的相關：勃氏布拉姆脂鯉